# Richard Labuda
Richard Labuda (* 28. srpna 2001, Martin) je slovenský herec, syn Mariána Labudy ml. a vnuk Mariána Labudy. V seriálu Búrlivé víno ztvárňoval postavu Jakuba Roznera a v seriálu Oteckovia postavu Dominika.
Na Dětském filmovém a televizním festivalu Oty Hofmana v Ostrově získal cenu Zlatý dudek v kategorii Nejlepší chlapecký herecký výkon ve filmu Jak jsme hráli čáru.

## Filmografie
- 2009: Neobyčejné životy
- 2011: Dom
- 2012: Rodinné prípady
- 2013: Búrlivé víno (Jakub)
- 2014: Superhrdinovia
- 2014: Jak jsme hráli čáru
- 2014: Láska na vlásku
- 2016: Pravdivé príbehy s Katkou Brychtovou (Matej)
- 2016: Učiteľka (Karol Littmann)
- 2018: Sestričky (Oliver)
- 2019: Oteckovia (Dominik „GutenTag“)